# Der Müller und sein Kind (Österreich, 1911)
Der Müller und sein Kind ist ein österreichischer Stummfilm aus dem Jahre 1911. Er ist der älteste vollständig erhaltene österreichische Spielfilm.

## Handlung
Ein armer Müllerssohn möchte eine reiche Müllerstochter heiraten, doch deren verwitweter Vater ist bösartig und geizig und schikaniert das Liebespaar auf niederträchtige Weise. Totenvogel und Friedhofsspuk künden vom nahenden Ende des Müllers und seiner unschuldigen Tochter.

## Hintergrund
Die Handlung basiert, wie auch die deutsche Verfilmung aus dem gleichen Jahr, auf dem spätromantischen Schauerdrama von Ernst Raupach, welches 1830 am Burgtheater in Wien mit großem Erfolg uraufgeführt und danach bis ins 20. Jahrhundert hinein jährlich zur Allerheiligenzeit in vielen Theatern aufgeführt wurde.
Die Länge des Films betrug laut Herstellerangabe rund 600 m des leicht brennbaren 35-mm-Nitrofilms. Das Drama wurde in zwei Akten in 19 Einstellungen gedreht und erreicht bei einer Bildfrequenz von 16 Bildern pro Sekunde, wie sie im frühen Stummfilm üblich war, eine Spieldauer von 21 Minuten und 50 Sekunden. Obwohl das Filmarchiv Austria, welches den Film verwahrt, über knapp 150 Meter Filmmaterial weniger verfügt, ist die Handlung des Films komplett; lediglich die Enden auf den einzelnen Filmrollen sind zu abrupt, und der Schluss der 19. Einstellung fehlt.
Für die szenisch-technische Leitung zeichnete der spätere Tierfilm- und Kriminalfilmregisseur Joseph Delmont verantwortlich, der u. a. die Kamera händisch mit der Kurbel bediente.
Der Film hatte am 21. Oktober 1911 in einem Wiener Kino Premiere.
Die Polizei München verbot den Film (Nr. 9905, 9906).